# 1546 az irodalomban
Az 1546. év az irodalomban.

## Megjelent új művek
- François Rabelais regénye, a Gargantua és Pantagruel harmadik könyve.
- Sperone Speroni itáliai szerző Canace című tragédiája.

## Születések

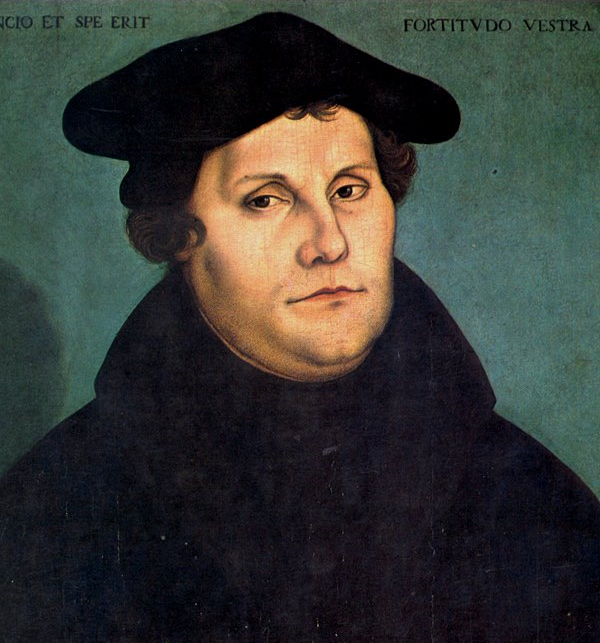
Luther Márton

- augusztus 31. – Daniel Adam z Veleslavína cseh író, humanista, irodalomszervező († 1599)

## Halálozások
- február 18. – Luther Márton, a protestáns reformáció szellemi atyja, lelkész, teológus, reformátor; Biblia-fordítása a német irodalomnak, a német nyelvfejlődésnek is meghatározó eseménye (* 1483)
- augusztus 3. – Étienne Dolet humanista költő, író, filológus, nyomdász (* 1509)